# Leandro Cervera
Leandro Cervera y Astor (Vila de Gràcia, Barcelona, 13 de agosto de 1891 - Barcelona, 22 de julio de 1964) fue un médico y político español, hijo de una familia originaria de la comarca de Los Serranos (Valencia) de militancia carlista. Se licenció en veterinaria en 1911 y en medicina en 1914. 
Como médico, trabajó con Ramón Turró y Darder en el Laboratorio Municipal de Barcelona, en la escuela de fisiología de August Pi i Sunyer y el Instituto de Fisiología de la Mancomunidad de Cataluña en 1920. Fue director del laboratorio de patología de los Servicios Técnicos de Agricultura de Cataluña, pero fue destituido en 1924 por Miguel Primo de Rivera y más tarde fue secretario y posteriormente presidente (de 1935 al 1963) de la Sociedad de Biología de Barcelona y de la posterior Sociedad Catalana de Biología. Se especializó en el estudio de las enfermedades metabólicas y endocrinas. También fue fundador y redactor jefe de la revista La Medicina Catalana de 1933 a 1938. 
Como político, fue uno de los fundadores y vicepresidente de Acció Republicana de Catalunya en 1930 y uno de los fundadores de Acció Catalana Republicana. Al acabar la guerra civil española en 1939 se exilió. En 1946 fue miembro adjunto del Instituto de Estudios Catalanes, y en 1950 se convirtió en miembro numerario.

## Obras
- La fisiología de los animales domésticos (1923)
- Fisiología y patología de las glándulas endocrinas (1926)
- Nuestra gente: Dr. Turró (1926)
- Letamendisme y unidad psicosomática (1926)